# Österreichische Lehrer-Sportvereinigung
Die Österreichische Lehrer-Sportvereinigung (kurz auch ÖLehrer; Ö. L. S.) war ein Handball-, Bandy- und Eishockey-Verein. Die Sportvereinigung betrieb eine Sportanlage, die aus mehreren Tennis-, Fußball- und Hockeyplätzen sowie (ab 1921) der Hernalser Radrennbahn bestand. Der Bau dieser Anlagen wurde durch Schuldverschreibungen finanziert.

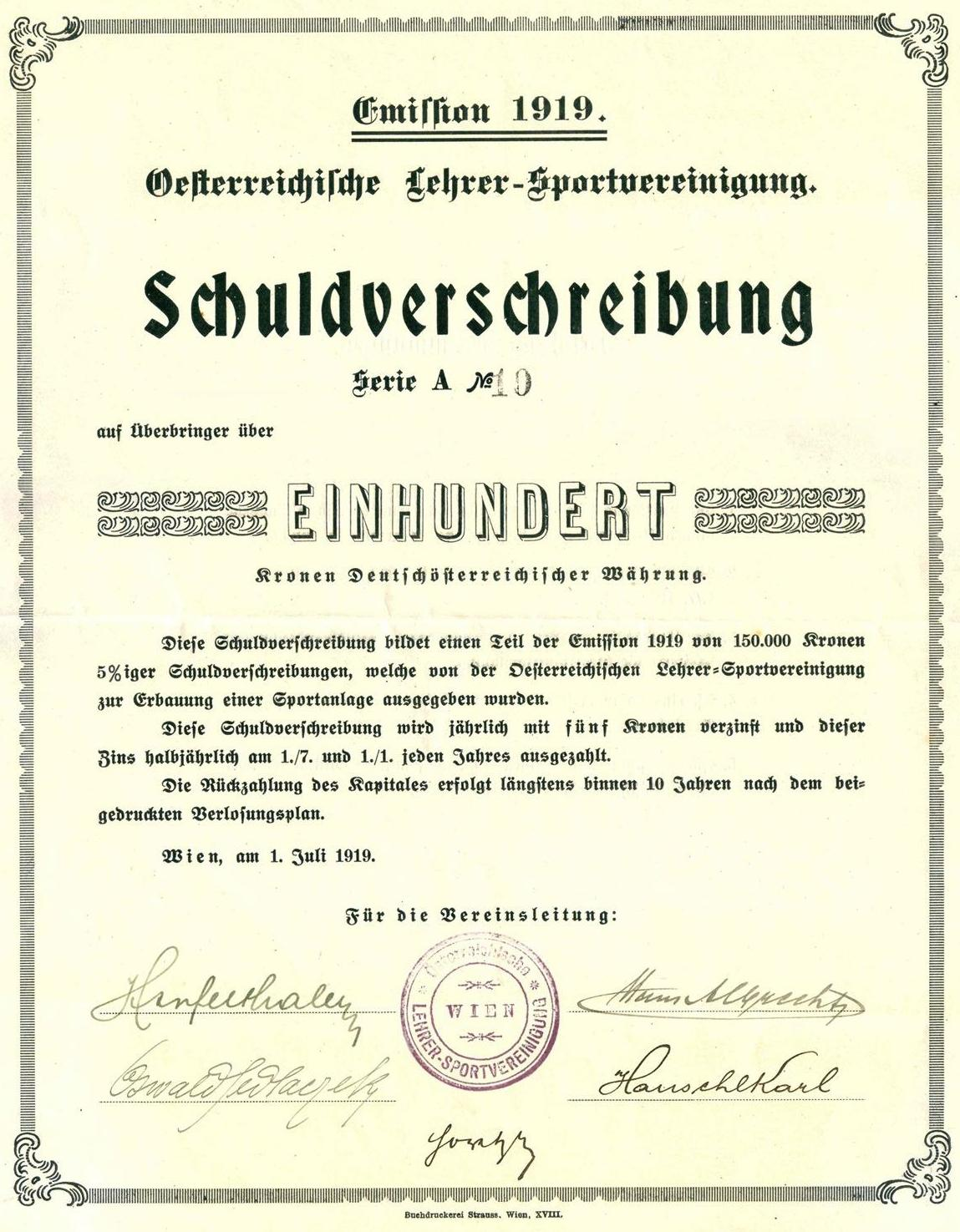
Schuldverschreibung der Lehrer-Sportvereinigung

## Geschichte
Am Mittwoch, 4. Februar um 8 Uhr wurde im Hotel Wandl eine Interessentenversammlung einberufen. Und dabei wurde die Österreichische Lehrer-Sportvereinigung gegründet.
Ende 1937 fusionierten die Lehrer mit dem Postsportverein. Dies wurde in einer außerordentlichen Generalversammlung am 18. Oktober 1937 beschlossen.

## Eishockey
Die Vereinigung nahm an der zweiten Eishockeymeisterschaft zum ersten Mal in der Saison 1923/24 teil. Am 16. Dezember 1928 löste sich die Eishockeysektion auf. Alle bisherigen Mitglieder gründen den Wiener Eishockey Club (WEC).
| Saison                                         | Liga          | Abschlussrang            |
| ---------------------------------------------- | ------------- | ------------------------ |
| 1923/24                                        | Meisterschaft | 5.                       |
| 1924/25                                        | 2. Klasse     | Saison wurde abgebrochen |
| 1925/26                                        | Meisterschaft | 2. Hauptrunde            |
| 1926/27                                        | Gruppe II     | 2. oder 3.               |
| 1927/28                                        | 2. Klasse     | 3.                       |
| Ab der Saison1928/29 als Wiener Eishockey Club |               |                          |

## Handball

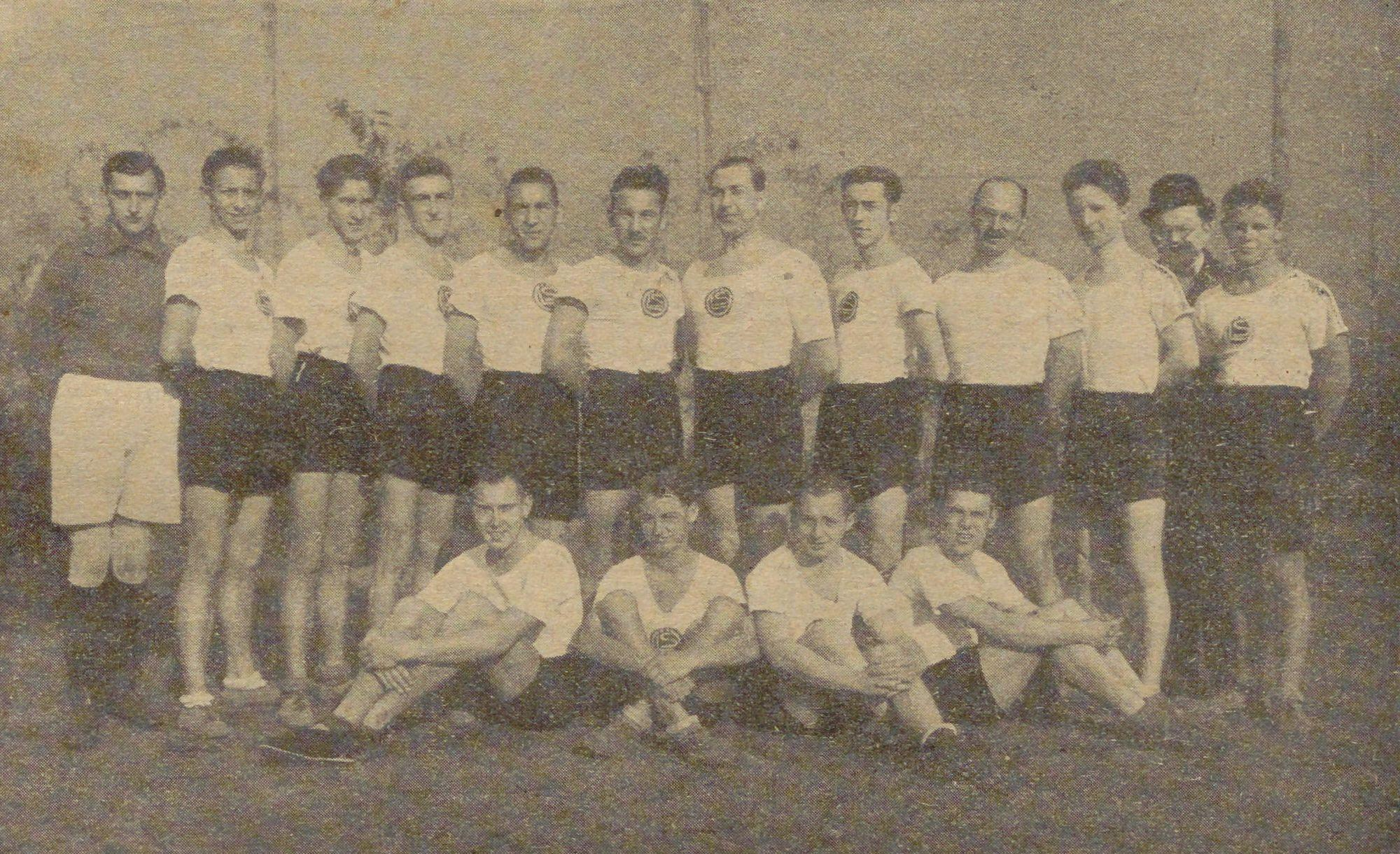
Feldhandball-Meistermannschaft von 1923

Die Handballabteilung war eine der ersten Handballabteilungen in Österreich. Sie gewannen die erste Österreichische Feldhandballmeisterschaft in der Saison 1923. Im zweiten Jahr (I. Klasse 1924) wurden sie Vierte.
Da die Lehrer 1927 keinen einzigen Lehrer in ihrer Reihen hatten, wurde eine zweit Sektion mit dem Namen Erster Wiener Handballklub (WHC) gegründet. Da der Klub nicht beanspruchen konnte der Erste zu sein wurde in der Presse der Zusatz Erster weggelassen und er wurde Wiener Handballklub (WHC) genannt.